# Comarca de Areia
A Comarca de Areia é uma comarca de segunda entrância.
Faz parte da 4ª Região com sede no município de Areia, no estado da Paraíba, Brasil, a 121 km da capital.
Também faz parte dela o distrito de Mata Limpa.
Esta comarca está integrada com as comarcas do Grupo VI de Esperança e Remígio, além das comarcas do Grupo VII de Alagoa Grande.
No ano de 2016, o número de eleitores inscritos na referida comarca foi de 20 854.